# Вокка
Вокка (итал. Vocca, пьем. Voca) — коммуна в Италии, располагается в регионе Пьемонт, в провинции Верчелли.
Население составляет 139 человек (2008 г.), плотность населения составляет 7 чел./км². Занимает площадь 20 км². Почтовый индекс — 13020. Телефонный код — 0163.
Покровителем коммуны почитается святой Маврикий, празднование 22 сентября.

## Демография
Динамика населения:

## Администрация коммуны
- Официальный сайт: